# مانويل رودريغيز لوبيز
مانويل رودريغيز لوبيز (بالإسبانية: Manuel Rodríguez López)‏ هو كاتب وصحفي والمؤرخ الإخباري ومترجم وشاعر إسباني، ولد في 11 ديسمبر 1934 في Paradela, Lugo ‏ في إسبانيا، وتوفي في 13 فبراير 1990 في لوغو في إسبانيا.